# Los Nivram
Los Nivram fueron una banda española de Rock surgida en la localidad barcelonesa de Granollers en 1963. Sus miembros originales eran los hermanos Jordi Mauri (voz, saxo, guitarra rítmica), Francesc Mauri (bajo) y Josep Mauri (batería); a los que se unió Josep David Sala como guitarra solista.

## Biografía
La primera y evidente influencia que tuvo el joven grupo fue la de los británicos The Shadows. De hecho, tomaron su nombre de una canción de esa banda (que era, a su vez, el apellido de su bajista y líder, Hank Marvin, escrito al revés); y, como ellos, comenzaron dedicándose al Rock instrumental. Pero con la llegada de la British Invasion en 1964, su línea cambió radicalmente. Deslumbrados por el Beat y, sobre todo, el Rythm and blues, empezaron a componer sus propias canciones (cantadas en castellano) en la onda de lo que hacían grupos como The Beatles, The Rolling Stones, The Animals o The Kinks.
Tras recorrer el circuito de clubs y salas de actuaciones de su Cataluña natal son fichados por la discográfica barcelonesa Regal, con la que publican su primer Ep a principios de 1965. En el disco solo incluyen una versión (el instrumental firmado por Henry Mancini "Peter Gunn's Theme"); las otras tres canciones son composiciones propias, muy influidas por el Beat.
Al año siguiente, 1966, publican su segundo y último Ep, en el que su sonido se ha inclinado más por el rythm and blues y la naciente psicodelia, prefigurando incluso algunos tics propios de lo que después se denominaría Garage rock. En él destaca la canción "Sombras", incluida en muchos recopilatorios posteriores (españoles y europeos) de proto-garaje sesentero.
A finales de ese año, tres de sus cuatro componentes son llamados a filas para cumplir el servicio militar, destinados a las Islas Baleares. A pesar de eso, el grupo todavía puede realizar algunas actuaciones en locales del archipiélago, aprovechando los días de permiso. Pero finalmente, uno de sus miembros, Josep David Sala, establece una relación con una chica finlandesa y se traslada a vivir con ella al país escandinavo. Todavía siguen unas semanas más, con la adición de Vicent Caldentey como sustituto, para hacer frente a compromisos ya cerrados. Cuando los hermanos Mauri terminan su servicio militar, el grupo se disuelve definitivamente.
Desde entonces, sus temas han aparecido en distintos recopilatorios españoles y europeos dedicados a los sonidos garajeros de los 60. En 2014 la discográfica española Munster Records recogió todas sus grabaciones en un LP publicado ese mismo año.

## Discografía
- Ep "Los Nivram": Falsa ilusión / Mi nuevo amor / Un amor sin igual / Tema de Peter Gunn (Regal, 1965)
- Ep "Mi Estrella": Mi estrella / Sombras / ¿Quién vive sin amor? / Días tristes (Regal, 1966)
- LP "Los Nivram" - Recopilatorio (Munster Records-Electro Harmonix, 2014)